# Umma (geslacht)
Umma is een geslacht van libellen (Odonata) uit de familie van de beekjuffers (Calopterygidae).

## Soorten
Umma omvat 11 soorten:
- Umma cincta (Hagen in Selys, 1853)
- Umma declivium Förster, 1906
- Umma distincta Longfield, 1933
- Umma electa Longfield, 1933
- Umma femina Longfield, 1947
- Umma gumma Dijkstra, Mézière & Kipping, 2015
- Umma infumosa Fraser, 1951
- Umma longistigma (Selys, 1869)
- Umma mesostigma (Selys, 1879)
- Umma mesumbei Vick, 1996
- Umma purpurea Pinhey, 1961
- Umma saphirina Förster, 1916